# Енріке Абраншиш
Енрі́ке Абра́ншиш (Енрікі Абраншеш, Henrique Abranches; *вересень 1932 — †?) — ангольський історик, письменник і етнограф.
Народився в Лісабоні (Португалія), з 1947 року живе в Анголі.
Брав активну участь в національно-визвольній війні ангольського народу 1961-74 років. Був заарештований колоніальною владою диктаторського режиму Салазара, в 1961 році виїхав до Алжиру, де за дорученням керівництва Народного руху за визволення Анголи заснував Центр ангольських досліджень. В 1965 році опублікував «Історію Анголи».
З 1973 року воював на боці партизан у провінції Кабінда.
Після проголошення незалежності Анголи (1975) служив в генштабі Народно-визвольної армії. З 1978 року працював у Державному секретаріаті Анголи з культури.